# Hirekere Kaval, Challakere
Hirekere Kaval là một làng thuộc tehsil Challakere, huyện Chitradurga, bang Karnataka, Ấn Độ.